# Waldorf (Minnesota)
Waldorf è un comune degli Stati Uniti d'America, situato nello Stato del Minnesota, nella Contea di Waseca.